# HMS Britannia (1904)
Pour les autres navires du même nom, voir HMS Britannia.
Le HMS Britannia est un cuirassé pré-Dreadnought de classe King Edward VII de la Royal Navy.

## Histoire
Le Britannia est mis en service à la HMNB Portsmouth le 6 septembre 1906. Il est mis en service actif le 2 octobre 1906 au sein de l'Atlantic Fleet. Il est transféré dans la Channel Fleet le 4 mars 1907. Dans le cadre d'une réorganisation de la flotte le 24 mars 1909, la Channel Fleet devient la deuxième division, la Home Fleet, le Britannia devient le navire amiral en avril 1909. Il subit un carénage à Portsmouth de 1909 à 1910. Le 14 juillet 1910, il entre en collision avec la barque Loch Trool, subissant de légers dommages.
Dans le cadre d'une réorganisation de la flotte en mai 1912, Britannia et ses sept sister-ships (Africa, Commonwealth, Dominion, Hibernia, Hindustan, King Edward VII, and Zealandia) sont affectés pour former la 3e escadre de bataille (en). L'escadre est détachée en Méditerranée en novembre en raison de la première guerre balkanique ; il arrive à Malte le 27 novembre 1912 et participe à un blocus par une force internationale du Monténégro et à une occupation de Scutari. L'escadre retourne au Royaume-Uni en 1913.
Au déclenchement de la Première Guerre mondiale en août 1914, la 3e escadre de bataille, alors sous le commandement du vice-amiral Edward Eden Bradford, est affectée à la Grand Fleet et basée à Rosyth, soutenue par cinq cuirassés de la classe Duncan. Elle accompagne les croiseurs de la Grand Fleet dans la Northern Patrol. Le 6 août, au lendemain de la déclaration de guerre de la Grande-Bretagne à l'Allemagne, des éléments de la Grand Fleet sortent pour inspecter la côte norvégienne à la recherche d'une base navale allemande violant la neutralité norvégienne. Le Britannia et le reste de la 3e escadre soutiennent à distance l'opération. Aucune base de ce type ne fut trouvée et les navires retournent au port le lendemain. Le 14 août, les navires de la Grande Fleet font des exercices de combat avant d'effectuer une patrouille dans la mer du Nord plus tard dans la journée et jusqu'au 15 août. Pendant les ratissages de la flotte, elle et ses sister-ships sont souvent à la tête des divisions des cuirassés, où ils peuvent protéger les cuirassés en surveillant les mines ou en étant les premiers à frapper. Le 2 novembre 1914, l'escadre est détachée pour renforcer la Channel Fleet et est rebasée à Portland. Elle revient au sein de la Grand Fleet le 13 novembre 1914.
Le 14 décembre, la 1re escadre de croiseurs de bataille, la 2e escadre de bataille et les croiseurs et destroyers qui les accompagnent quittent le port pour intercepter les forces allemandes se préparant à faire un raid sur Scarborough, Hartlepool et Whitby. Aux premiers rapports de contact avec les unités allemandes dans la matinée du 16 décembre, le commandant de la Grand Fleet, l'amiral John Jellicoe, ordonne à Bradford de diriger la 1re escadre pour soutenir les navires en contact à 10 h. Quatre heures plus tard, ils rencontrent les 1er et 4e escadres de bataille, en route depuis Scapa Flow, mais ils ne parviennent pas à atteindre la flotte allemande avant que celle-ci ne se retire. La Grand Fleet reste en mer jusqu'à la fin du 17 décembre, date à laquelle la 3e escadre de bataille a l'ordre de retourner à Rosyth. L'escadre rejoint la Grand Fleet pour un autre balayage dans la mer du Nord le 25 décembre. La flotte retourne à ses ports deux jours plus tard, n'ayant pu localiser aucun navire allemand.
La 3e escadre de bataille prend la mer le 12 janvier 1915 pour un entraînement au tir, naviguant vers le nord et passant à l'ouest des Orcades dans la nuit du 13 au 14 janvier. Après avoir terminé leur entraînement le 14, elle retourne à Rosyth le 15 janvier. Le 23 janvier, les 1re et 2e escadres de croiseurs de bataille sortent pour tendre une embuscade au I. Aufklärungsgruppe, entraînant la bataille du Dogger Bank le lendemain. Plus tard le 23, le reste de la Grand Fleet, y compris le Britannia, sort pour soutenir les croiseurs de bataille. Les navires de la 3e escadre partent les premiers et naviguent à toute vitesse pour atteindre les navires de la Force de Harwich, qui ont signalé un contact avec des navires allemands. Les croiseurs de bataille interviennent en premier, et le Britannia et ses sister-ships arrivent vers 14 h, heure à laquelle les croiseurs de bataille ont coulé le croiseur cuirassé Blücher et les navires allemands survivants avaient pris la fuite. La 3e escadre de bataille patrouille la zone avec le reste de la Grand Fleet pendant la nuit avant d'être détachée à 8 h le 25 janvier pour se rendre à Rosyth. Alors qu'il navigue dans le Firth of Forth au large d'Inchkeith le lendemain, le Britannia s'échoue. Il est bloqué pendant 36 heures mais est renfloué ; ayant subi d'importants dommages, le navire nécessite de longues réparations au HMNB Devonport.
Le 29 avril 1916, la 3e escadre de bataille est rebasée à Sheerness et le 3 mai, elle est séparée de la Grand Fleet et transférée au commandement du Nore. Le Britannia reste là avec l'escadre jusqu'en août, quand elle commence un carénage au HMNB Devonport. À la fin de son radoub en septembre, le Britannia est transféré de la 3e escadre de bataille pour servir dans la 2e escadre, qui avait été organisé en 1915 pour renforcer la marine italienne contre la marine austro-hongroise dans la mer Adriatique.
Il subit un carénage à Gibraltar en février-mars 1917 et, une fois terminé, il est rattaché à la 9e escadre de croiseurs (en) pour servir dans la patrouille de l'Atlantique et en escorte de convois, basé principalement en Sierra Leone. Il relève le croiseur blindé HMS King Alfred en tant que navire amiral de la 9e escadre de croiseurs en mars et subit un radoub aux Bermudes en mai, au cours duquel ses canons de 6 livres sont remplacés par des canons de 12 livres.

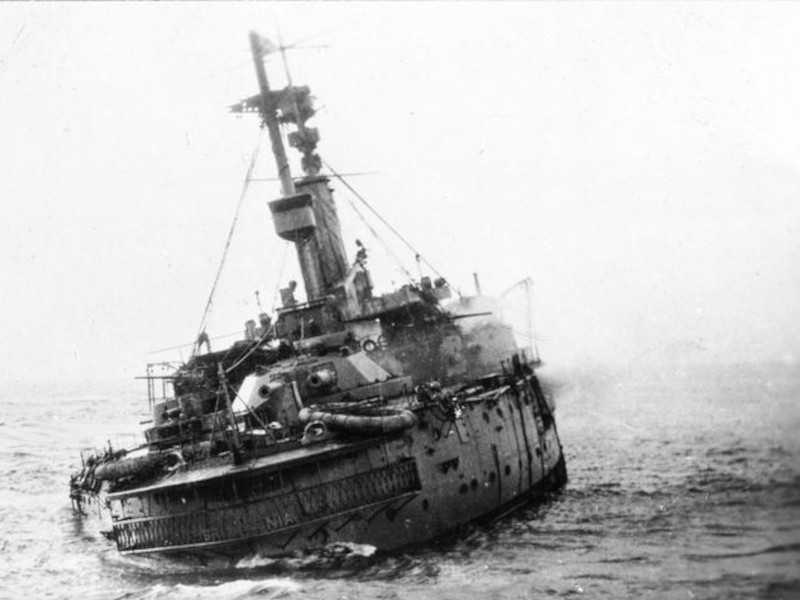
Le HMS Britannia en train de couler le 9 novembre 1918.

Le matin du 9 novembre 1918, sous le commandement du capitaine Francis Wade Caulfeild, le Britannia effectue un voyage à l'entrée ouest du détroit de Gibraltar lorsqu'il est torpillé au large du cap de Trafalgar par le sous-marin allemand UB-50. Après la première explosion, le navire gîte de dix degrés à bâbord. Quelques minutes plus tard, une deuxième explosion déclenche un incendie dans une sainte-barbe, qui à son tour provoque une explosion de la cordite. L'obscurité sous les ponts rend pratiquement impossible la recherche des vannes d'inondation pour les sainte-barbe, et celles que l'équipage a trouvées sont mal situées et donc difficiles à tourner, et l'échec qui en résulte pour inonder correctement la sainte-barbe en feu a probablement condamné le navire. Le Britannia tient sa gîte à 10 degrés pendant 2 heures et demie avant de couler, temps pendant lequel l'équipage peut se retirer. La plupart des hommes morts le furent par la fumée toxique de la combustion de la cordite ; 50 hommes sont morts et 80 ont été blessés. Au total, 39 officiers et 673 hommes furent sauvés.
Le Britannia coule seulement deux jours avant la signature de l'armistice mettant fin à la Première Guerre mondiale, le 11 novembre 1918. C'est l'un des derniers navires de guerre britanniques perdus pendant la guerre.